# Arrondissement Fontainebleau
Arrondissement Fontainebleau (fr. Arrondissement de Fontainebleau) je správní územní jednotka ležící v departementu Seine-et-Marne a regionu Île-de-France ve Francii. Člení se dále na čtyři kantony a 87 obcí.

## Kantony
od roku 2015:
- Fontainebleau (část)
- Montereau-Fault-Yonne (část)
- Nangis (část)
- Nemours

před rokem 2015:
- La Chapelle-la-Reine
- Château-Landon
- Fontainebleau
- Lorrez-le-Bocage-Préaux
- Moret-sur-Loing
- Nemours